# South Wales
South Wales (walisisk: De Cymru) er en løst defineret region i Wales, der ligger med England mod øst og Mid Wales mod nord. Området har et indbyggertal på omkring 2,2 millioner, hvilket er mere end trefjerdedele af hele Wales' befolkning, inklusive 400.000 i Cardiff, 250.000 i Swansea og 150.000 i Newport. Generelt betragtes området at inkludere de historiske counties Glamorgan og Monmouthshire, og South Wales går mod vest til også at inkludere Carmarthenshire og Pembrokeshire. Fra Swansea og videre mod vest kan befolkningen både betragte sig som at bo i South Wales og West Wales.
Brecon Beacons National Park dækker omkring en tredjedel af South Wales, og den indeholder Pen y Fan, der er det højeste bjerg i Storbritannien syd for Cadair Idris i Snowdonia.

## Galleri
- Ogmore Castle og Merthyr Mawr
- En del af Cardiff skyline
- Strand på Barry Island
- The Big Pit National Coal Museum i Blaenavon
- Rækkehuse i Llanbradach i South Wales Valleys
- Gower and Swansea Bay Coast Path, en del af Wales Coast Path
- Porthcawl mod havet
- Tosprogede skilte i Cardiff
- Pen y Fan er med sine 886 moh. den højeste tinde i South Wales.